# Elena Săcălici-Petroșanu
Elena Săcălici-Petroșanu (n. 18 iulie 1935, Huedin, România – d. 1 octombrie 1959) a fost o gimnastă română, laureată cu bronz olimpic  la Melbourne 1956.

## Distincții
- Medalia Muncii (18 decembrie 1956) „pentru merite deosebite in pregătire și pentru rezultatele obținute la cea de a XVI-a ediție a jocurilor olimpice care au avut loc la Melbourne”[2]